# Сет Ллойд
Сет Ллойд (англ. Seth Lloyd; нар. 2 серпня 1960) — професор машинобудування  Массачусетського технологічного інституту. Називає себе «квантовим механіком».

## Біографія
Сет Ллойд народився в 1960 році. Закінчив елітну Академію Філліпса в 1978 році, отримав ступінь бакалавра гуманітарних наук у  Гарвардському університеті в 1982 році. Отримав свідоцтво про поглиблене вивчення математики та ступінь магістра філософії в  Кембриджському університеті в 1983 і 1984 роках відповідно, де отримував стипендію Маршала. Закінчив докторантуру в Рокфеллерівському університеті в 1988 році (радник Гайнц Пейджелс, представивши дисертацію на тему «Чорні діри, Демони та Втрата когерентності: як складні системи отримують інформацію, і що вони з нею роблять» (Black Holes, Demons, and the Loss of Coherence: How Complex Systems Get Information, and What They Do With It). з 1988 по 1991 рік, Ллойд проходив постдокторантуру в  Каліфорнійському технологічному інституті на відділенні Фізики високих енергій, де працював із Нобелівським лавреатом Маррі Гелл-Маном над проблематикою інформаційних квантово-механічних систем. з 1991 по 1994 рік проходив постдокторантуру в  Лос-Аламоської національної лабораторії, де працював над квантовими обчисленнями в Центрі нелінійних систем. У 1994 році Ллойд вступив на відділення машинобудування в Массачусетському технологічному інституті. З 1988 року Ллойд також був ад'юнкт-викладачем в Інституті Санта-Фе.

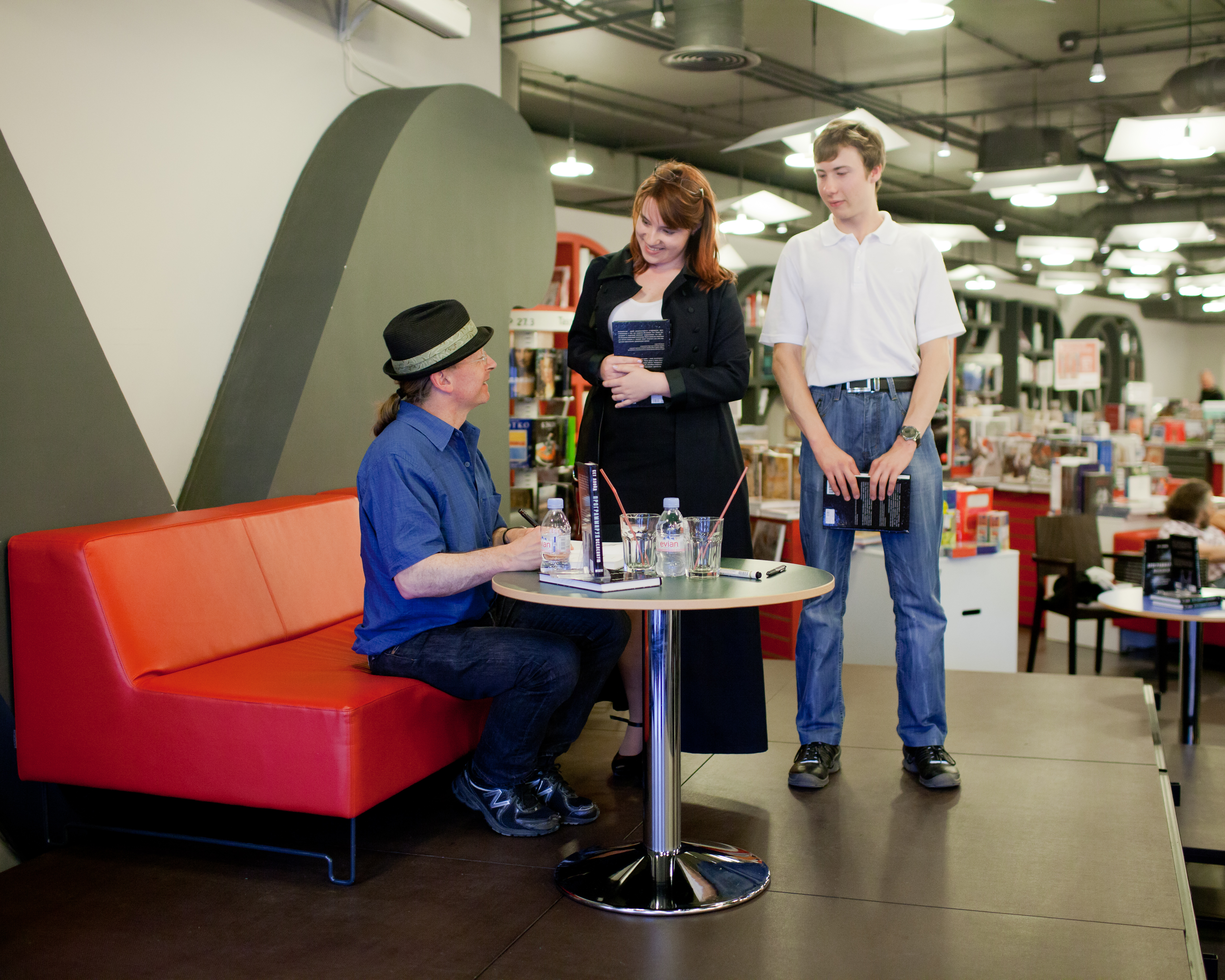
Сет Ллойд на презентації книги «», Москва, 2013

Область наукових інтересів і досліджень Ллойда включає інформаційну взаємодію зі складними системами, особливо з квантовими системами. Він провів плідну роботу в галузі квантових обчислень і квантових комунікацій, включаючи пропозицію першого технологічного дизайну квантового комп'ютера, демонстрацію життєздатности квантових аналогових обчислень, довівши теорему Шеннона — Гартлі для квантових обчислень, а також розробив нові методи квантового виправлення помилок і зниження рівня шуму.
У своїй книзі «Програмуючи Всесвіт», Ллойд стверджує, що Всесвіт сам по собі — один великий квантовий комп'ютер, який виконує все те, що ми бачимо навколо нас, включаючи нас самих. На думку Ллойда, Всесвіт працює як величезна космічна програма. За словами Ллойда, як тільки ми зрозуміємо закони фізики повністю, ми зможемо використовувати квантові обчислення на менших масштабах, і з їх допомогою, у свою чергу, зможемо повністю зрозуміти Всесвіт.
Ллойд підрахував, що за умови зростання обчислювальних потужностей згідно з законом Мура, через 600 років ми зможемо повністю змоделювати поведінку Всесвіт. Так само, Ллойд уважає, що експоненційне зростання Всесвіту обмежене та, з іншого боку, дуже малоймовірно, що закон Мура буде виконуватися невизначено довго.
Ллойд очолює лабораторію досліджень електроніки Массачусетського технологічного інституту, у тому самому інституті він керує Центром екстремальної квантової теорії інформації (xQIT).

## Особисте життя
Сет Ллойд одружений з Євою Циммерман, професоркою японістики коледжу Веллслі.

## Нагороди
- 2007 — член Американського фізичного товариства[2]
- 2012 — International Quantum Communication Award[de] (нім.)[3]

## Роботи
- Lloyd Seth. Black Holes, Demons and the Loss of Coherence: How complex systems get information, and what they do with it.. — The Rockefeller University, 1988. — 2 квітня.
- Lloyd, S. (31 серпня 2000). Ultimate physical limits to computation. Nature. 406 (6799): 1047—1054. arXiv:quant-ph/9908043v3. doi:10.1038/35023282. PMID 10984064.
- Lloyd, S., Programming the Universe: A Quantum Computer Scientist Takes On the Cosmos, Knopf, March 14, 2006, 240 p., ISBN 1-4000-4092-2
- Interview: The Computational Universe: Seth Lloyd (відео), Edge Foundation(інші мови)
- Lecture: The Black Hole of Finance (відео), Santa Fe Institute